# Jumping the Broom
Jumping the Broom (bra: Pulando a Vassoura) é um filme de comédia romântica e dramática norte-americano dirigido por Salim Akil. Lançado em 2011, foi protagonizado por Angela Bassett, Paula Patton, Laz Alonso, Loretta Devine e Mike Epps.

## Elenco
- Paula Patton como Sabrina Watson
- Laz Alonso como Jason Taylor
- Angela Bassett como Claudine Watson
- Loretta Devine como Pam Taylor
- Valarie Pettiford como Aunt Geneva
- Mike Epps como Willie Earl Taylor
- Brian Stokes Mitchell como Greg Watson
- Meagan Good como Blythe
- Tasha Smith como  Shonda Peterkin
- DeRay Davis como Malcolm
- Romeo Miller como Sebastian
- Pooch Hall como Ricky
- Gary Dourdan como  Chef McKenna
- Julie Bowen como  Amy
- Vera Cudjoe como Mabel
- Tenika Davis como  Lauren
- T. D. Jakes como  Reverendo James
- Laura Kohoot como Amanda

## Recepção

### Crítica
O filme recebeu críticas mistas ou médias, ganhando uma pontuação de 56% positivo no Metacritic. comentários positivos incluem Kevin Thomas do The Los Angeles Times, que disse que o filme "... é a prova de que ainda é possível para um grande lançamento de estúdio para ser divertido, inteligente e coração-puxando e desprovida de violência numbskull e igualmente entorpecente efeitos especiais." Roger Ebert do Chicago Sun-Times disse que," ... o elenco é grande, bem escolhidos e desviando".
Comentários negativos incluem Stephanie Feliz do The Washington Post , que criticou os caracteres das mães dizendo: "Quaisquer momentos de luz são rapidamente anuladas pelas mulheres opressivas que disputam o título de mãe mais malvada do mundo." John Anderson da Variety também comentou sobre a "tom desagradável" do filme.

## Produção
O filme foi filmado em Blue Rocks, na Nova Escócia; e em Martha's Vineyard, para os cenários do filme.TriStar Pictures distribuiu o filme nos Estados Unidos em 6 de Maio de 2011.

## Prêmios e indicações
- Black Reel Awards[10]
  - Melhor filme, (indicado)
  - Melhor ator (Laz Alonso), (indicado)
  - Melhor atriz Coadjuvante (Angela Bassett), (indicado)
  - Melhor Ensemble, (indicado)
  - Melhor diretor (Salim Akil), (indicado)
  - Melhor roteiro (Elizabeth Hunter e Arlene Gibbs), (indicadas)

- Prémios NAACP Image Awards[11]
  - Melhor filme, (indicado)
  - Melhor ator em um filme (Laz Alonso), (venceu)
  - Melhor atriz em um filme (Paula Patton), (indicado)
  - Melhor ator coadjuvante em um filme (Mike Epps), (venceu)

- BET Awards
  - Melhor filme, (indicado)